# سكوت بيسنت
سكوت كينيث هومر بيسنت (بالإجليزية: Scott Kenneth Homer Bessent، /ˈbɛsənt/ BESS-ənt; مواليد أغسطس 1962) هو مدير صندوق التحوط الأمريكي. كان شريكًا في إدارة صندوق سوروس ومؤسس مجموعة كي سكوير، وهي شركة استثمارية عالمية.
كان بيسنت أحد أبرز جامعي التبرعات والمتبرعين لدونالد ترامب. وكان مستشارًا اقتصاديًا لحملة ترامب الرئاسية لعام 2024. في نوفمبر 2024، رشحه الرئيس المنتخب ترامب لمنصب وزير الخزانة.
وفي أبريل 2025، بعد فرض الرئيس الأمريكي ترامب رسومًا جمركيةً على صادرات بعض الدول إلى بلاده، حذر بيسنت هذه الدول من الرد على هذه الرسوم، وقال إن الرد على هذه الخطوة سيؤدي إلى التصعيد. ومن جهتها قالت رئيسة المفوضية الأوروبية أورسولا فون دير لاين إن هذه الرسوم تشكل ضربة كبيرة للاقتصاد العالمي.